# Järnvägen Hamburg–Kiel/Padborg
Järnvägen Hamburg–Kiel/Padborg avser järnvägarna Hamburg–Neumünster–Kiel och Neumünster–Padborg i förbundsländerna Hamburg och Schleswig-Holstein i Tyskland. Det är en internationell huvudlinje, och bland annat huvudlinje för godståg mellan Tyskland och Danmark.
Järnvägen Hamburg–Neumünster–Kiel öppnades för trafik år 1844, vilket var den första järnvägen i Norden, med tanke på att Schleswig-Holstein hörde till Danmark då. Järnvägen Neumünster–Rendsburg öppnade 1845. År 1854 nåddes Flensburg med järnväg, dock via en annan sträcka via Oster-Ohrstedt. 1869 öppnades genvägen mellan Schleswig och Flensburg. År 1864 öppnades sträckan mot Padborg (som då inte var gräns) och vidare norrut.
Högbron i Rendsburg över Kielkanalen öppnades 1913. Innan dess var det en öppningsbar bro. Hela sträckan Hamburg–Neumünster–Kiel/Padborg elektrifierades 1995.